# Stentjärnen (Ramnäs socken, Västmanland)
Stentjärnen är en sjö i Surahammars kommun i Västmanland och ingår i Norrströms huvudavrinningsområde. Sjön är 4,6 meter djup, har en yta på 0,06 kvadratkilometer och befinner sig 150 meter över havet.